# ISO/IEC JTC 1
ISO/IEC JTC 1 je společná technická komise ISO (Mezinárodní organizace pro normalizaci) a IEC (Mezinárodní elektrotechnická komise). Cílem této komise je vypracovávat, udržovat a propagovat normy v oblasti informačních technologií (IT) a informačních a komunikačních technologiích (ICT).

## Subkomise
JTC 1 zahrnuje mj. následující subkomise:
- SC 2 Soubory kódovaných znaků

- SC 6 Telekomunikace a výměna informací mezi systémy

- SC 7 Softwarové a systémové inženýrství

- SC 17 Karty a bezpečnostní zařízení pro osobní identifikaci

- SC 27 Bezpečnost informací, kybernetická bezpečnost a ochrana soukromí

- SC 28 Kancelářská zařízení

- SC 36 Informační technologie pro výuku, vzdělávání a výcvik

- SC 31 Automatická identifikace a techniky sběru dat

- SC 37 Biometrie

- SC 38 Cloud computing a distribuované platformy

- SC 39 Udržitelnost, IT a datová centra

- SC 40 Management IT služeb a správa IT

- SC 41 Internet věcí a digitální dvojče

- SC 42 Umělá inteligence

- SC 43 Rozhraní mozek-počítač

## Informační a komunikační technologie
ICT pronikají do všech odvětví ekonomických aktivit i do každodenního života většiny lidí (byznys, průmysl, domácnost, úřady, vzdělání, charita atd.). Jsou to důležité komponenty ekonomického růstu, který nabízí významnou zaměstnanost.

## Výměna informací mezi otevřenými systémy
Výměny jsou náplní SC 6, v kooperaci s ITU-T, IEEE a IETF:
- ITU-T je normalizační útvar Mezinárodní telekomunikační unie, která mj. vydává ITU-T Recommendations, které koordinují telekomunikační normy.
- IETF, Internet Engineering Task Force vydává dobrovolné internetové normy, které se mj. vztahují na protokoly TCP/IP. Tyto dokumenty jsou později zapracovávány do dokumentů ISO/IEC/IEEE.
- IEEE, Institute of Electrical and Electronics Engineers je celosvětová profesní asociace zaměřená na problematiku elektrotechnicky, elektroniky, telekomunikací, počítačů atp. Vydává mj. řadu norem z oblasti počítačových sítí, z nichž řada je známa jako ISO/IEC/IEEE.

## Smart karty
Smart karty (též čipové karty) jsou dnes nejpoužívanější elektronické výrobky. Sem patří kreditní karty, debetní karty nebo karty pro bankomaty (ATM), pro hromadnou přepravu, pro identifikaci, pro přístup do budov nebo specifických místností. Subkomise SC 17 vypracovala velké portfolio norem na karty, které podporují interoperabilitu a výměnu dat.

## Technologie automatické identifikace a sběru dat
Tyto technologie zahrnují čárové kódy a radiofrekvenční identifikaci (RFID), které poskytují rychlé, přesné a nákladově efektivní způsob pro identifikaci, směrování, získávání a spravování dat a informací o předmětech, osobách, transakcích a zdrojích. Související normy jsou zaměřeny na symboliku čárových kódů, jak jsou čárové kódy vytvářeny a čteny, na rozhraní RFID (air interface), jak se čtou RFID tagy, na systémy pro vyhledávání v reálném čase a na identifikaci předmětů pomocí mobilů.

## Bezpečnost informací
Bezpečnost informací se stává základním požadavkem organizací pro minimalizaci rizika a maximalizaci příležitostí pro byznys a pro udržování konkurenční „hrany“, správy cash flow, dosahování zisku, respektování právních předpisů a obchodního image. Organizace čelí rostoucímu rozsahu hrozeb a rizik pro byznys. Toto zahrnuje útoky, vycházející z vnějšku organizace, jako jsou hackeři, kteří se pokoušejí proniknout do jejich sítí nebo narušení bezpečnosti způsobené zevnitř osobami, které znají interní přístupová hesla. Dále existují rizika související s infekcí viry, chybami software, nesprávným použitím internetových a e-mailových služeb personálem nebo selháním systému.

## Biometrika
Biometrika umožňuje bezpečné transakce, pozitivní identifikaci a lepší informované posouzení příslušné osoby. Nasazení interoperabilních biometrických řešení, založených na normách nutně zvyšuje úroveň bezpečnosti pro kritické infrastruktury, jaká nebyla dosud poskytována jinými technologiemi. Subkomise SC 37 má v náplni vypracovávání portfolia biometrických norem pro podporu interoperability a výměny dat. Tyto normy podporují velký rozsah systémů a aplikací určených pro poskytování spolehlivého ověřování a identifikaci jednotlivců. Jde např. o následující autentizace: otisku prstů, oční duhovky, oční sítnice, obličeje, mapy žil na dlani ruky, DNA, dynamiky stisku kláves nebo charakteristiky hlasu.

## Cloud computing
Cloud computing značí provádění výpočtů jako službu, spíše než prodej výrobku. Jde zde o sdílení zdrojů, software a informací poskytovaných počítačům a dalším zařízením přes síť (typicky přes internet). Nabízené služby jsou tedy např.:
- komunikace
- výpočet
- ukládání dat
- infrastruktura
- identita a přístup
- síť
- platforma
- osobně identifikovatelné informace
- software